# Olaus Beckius
Olaus Danielis Beckius död 1696, var en svensk musiker från Uppsala. 
Han inskrevs vid Uppsala universitet 1662 och undervisade under studietiden i koralsång i trivialskolan från 1669 och var deltagare i musikensemblen som violinist. Olof Rudbeck den äldre berömde hans röst och spel på fiolen. 
Han gifte sig med biskopsdottern Helena Stalen men efter hennes död 1675 begick han hor med sin piga och relegerades från universitetet samma år men lämnade inte staden förrän 1678. Efter en period som "hovmästare" vid Svante Banérs slott i Djursholm efter dennes död blev han medlem av kungliga hovkapellet 1680-1683. 1683-1689 var han borgmästare i Åbo. 1692 blev han musikant och 1696 bassångare i Storkyrkan.